# Радолинские
Радолинские (пол. Radoliński) — дворянский род, герба Лещиц.
Отрасль рода Кошутских, из великой Польши.
Владислав Радолинский (1808—1879), получил графский титул в Пруссии, а сын его Гуго (1841—1917) — титул светлейшего князя и фамилию «Радолин»; он был германским послом в Константинополе, затем в Санкт-Петербурге и Париже.
Дворянские отрасли Радолинских, состоящие в русском подданстве, внесены в родословную книгу дворян Царства Польского.